# Balatonfüredi Sport Club
Balatonfüredi Sport Club (rövidítve: BSC) egy balatonfüredi székhelyű magyar sportegyesület, amelyet 1924-ben alapítottak. Az egyesület több mint egy évszázados múltra tekint vissza, és jelentős szerepet tölt be a Veszprém vármegyei sportéletben.

## Története
A klubot 1924-ben alapították. Fennállásának 100. évfordulóját 2024-ben ünnepelte, ekkor kapta meg a „kiemelt vidéki sportegyesület” státuszt, amely elismeri a helyi és regionális sportéletben betöltött szerepét.

## Szakosztályok
A Balatonfüredi Sport Club jelenleg kilenc szakosztályban biztosít sportolási lehetőséget:
- Sakk

- Tájfutás

- Ökölvívás

- Tollaslabda

- Torna

- Tenisz

- Atlétika

- Úszás

- Judo

## Tevékenység
Az egyesület célja a versenysport és az utánpótlás-nevelés támogatása. A klub sportolói az elmúlt évtizedekben számos országos és nemzetközi versenyen értek el kimagasló eredményeket.
A BSC szoros együttműködésben áll a helyi iskolákkal, és aktívan részt vesz a balatonfüredi közösségi sportprogramok szervezésében is.